# Nooran Sisters
 (juillet 2022).
La mise en forme du texte ne suit pas les recommandations de Wikipédia : il faut le « wikifier ».
Les points d'amélioration suivants sont les cas les plus fréquents. Le détail des points à revoir est peut-être précisé sur la page de discussion.
- Les titres sont pré-formatés par le logiciel. Ils ne sont ni en capitales, ni en gras.
- Le texte ne doit pas être écrit en capitales (les noms de famille non plus), ni en gras, ni en italique, ni en « petit »…
- Le gras n'est utilisé que pour surligner le titre de l'article dans l'introduction, une seule fois.
- L'italique est rarement utilisé : mots en langue étrangère, titres d'œuvres, noms de bateaux, etc.
- Les citations ne sont pas en italique mais en corps de texte normal. Elles sont entourées par des guillemets français : « et ».
- Les listes à puces sont à éviter, des paragraphes rédigés étant largement préférés. Les tableaux sont à réserver à la présentation de données structurées (résultats, etc.).
- Les appels de note de bas de page (petits chiffres en exposant, introduits par l'outil «  Source ») sont à placer entre la fin de phrase et le point final[comme ça].
- Les liens internes (vers d'autres articles de Wikipédia) sont à choisir avec parcimonie. Créez des liens vers des articles approfondissant le sujet. Les termes génériques sans rapport avec le sujet sont à éviter, ainsi que les répétitions de liens vers un même terme.
- Les liens externes sont à placer uniquement dans une section « Liens externes », à la fin de l'article. Ces liens sont à choisir avec parcimonie suivant les règles définies. Si un lien sert de source à l'article, son insertion dans le texte est à faire par les notes de bas de page.
- La présentation des références doit suivre les conventions bibliographiques. Il est recommandé d'utiliser les modèles {{Ouvrage}}, {{Chapitre}}, {{Article}}, {{Lien web}} et/ou {{Bibliographie}}. Le mode d'édition visuel peut mettre en forme automatiquement les références.
- Insérer une infobox (cadre d'informations à droite) n'est pas obligatoire pour parachever la mise en page.

Pour une aide détaillée, merci de consulter Aide:Wikification.
Si vous pensez que ces points ont été résolus, vous pouvez retirer ce bandeau et améliorer la mise en forme d'un autre article.
Les Nooran Sisters sont un duo de chant soufi de Jalandhar, en Inde, composée de Sultana Nooran (née le 14 juin 1992) et Jyoti Nooran (née le 24 février 1994).
Issus d'une famille de musiciens soufis, se sont des interprètes de musique classique Sham Chaurasia gharana (en). Leur reconnaissance publique vient en 2012 lorsqu'elles participent à l'émission MTV Sound Trippin de MTV India,, avec la chanson Tung Tung , qui est adaptée en 2015 pour le film de Bollywood Singh is Bling.
Les Nooran Sisters ont sorti leur premier album Yaar Gariban Da en 2015. La même année, elles reçoivent leurs premiers prix majeurs pour la chanson Patakha Guddi dans le film Highway, dont deux Mirchi Music Awards (en) : Upcoming Female Vocalist Of The Year, et Vocalist (Female) Of The Year, ains que le Global Indian Music Academy Awards (en) et les Screen Awards,. En 2017, elles reçoivent le prix de la meilleure chanteuse de lecture (féminine) lors des Filmfare Awards Punjabi (en) pour la chanson Yaar Di Gali,.

## Première vie et arrière-plan
Les sœurs Nooran se sont formées dès la petite enfance auprès de leur père, Ustad Gulshan Mir (ou Meer), petit-fils de Bibi Nooran, une chanteuse soufi renommée, et fils de Swarn Nooran, un chanteur soufi des années 1970. Selon Mir, la famille traversait des moments difficiles et Mir a donné des cours de musique pour les soutenir. Les sœurs ne pouvaient même pas avoir une éducation élémentaire formelle.
Lorsque Sultana Nooran avait sept ans et Jyoti Nooran cinq ans, Mir a découvert leur talent alors qu'elles jouaient à la maison et chantaient un kalâm de Bulleh Shah qu'elles avaient entendu de leur grand-mère, Kulli vichon ni yaar lab lai. Mir leur a demandé si elles pouvaient le chanter avec des instruments. Elles ont chanté avec un rythme parfait, accompagné par des instruments de musique comme le tabla et l'harmonium.
En 2005, les sœurs Nooran font leur première apparition à la télévision dans l'émission Doordarshan punjabi Jashan Di Raat. En 2007, Jyoti participe en tant qu'artiste solo à une émission de chant, Nikki Awaz Punjab Di sur la chaîne punjabi MH1. En 2010, les deux sœurs sont remarquées par Iqbal Mahal, promoteur de musique du Canada, qui les aides à se produire devant un public plus large. En 2013, leur performance au Baba Murad Shah Dargah à Nakodar (en) contribuent à accroître leur notoriété. Cette même année, elles se produisent à la 72e fête d'anniversaire du défunt maestro Jagjit Singh au Harpal Tiwana Center of Performing Arts (HTCPA) de Patiala, au Pendjab.

## Carrière
En 2012, Les sœurs Nooran deviennent célèbres grâce à l'émission de téléréalité de découverte de talents MTV Sound Trippin (en), de MTV India, et leur chanson Tung Tung. La chanson a ensuite été utilisée comme bande originale dans le film Singh is Bling d'Akshay Kumar en 2015. Plus tard la même année, elles se sont produits à MTV Unplugged et Coke Studio @ MTV Season 2 avec la chanson Allah Hoo, qui est devenue une sensation sur YouTube puis sur TikTok depuis mars 2022.
Le 2 septembre 2015, elles sortent leur premier album Yaar Gariban Da, composé de cinq titres, sous le label de MS Records. En 2017, lors des Filmfare Awards Punjabi (en), elles reçoivent le prix de la meilleure chanteuse de lecture (féminine) pour la chanson Yaar Di Gali dans le film Channo Kamli Yaar Di,. En 2018, Leur chanson Baajre Di Raakhi dans le film Krazzy Tabbar leur vaut une nomination pour la meilleure chanteuse de lecture (femme) aux  Filmfare Awards Punjabi.
En 2016 et 2017, elles se produisent au Dhaka International Folk Fest. En 2019, elles collaborent avec le groupe de musique MEMBA et Evan Giia (en) pour la chanson For Aisha, présenté dans le film The Sky is Pink, ainsi que dans la série télévisée Disney Ms. Marvel, en 2022.
Jyoti enregistre dans des films tamouls pour le compositeur D. Imman (en), tels que Paayum Puli (2015) et Bogan (2017). Elle a commenté : « Je ne savais même pas que la langue était le tamoul. J'ai écrit les paroles en hindi. J'ai dû convoluer ma bouche pour les chanter. »